# 걸리버 여행기

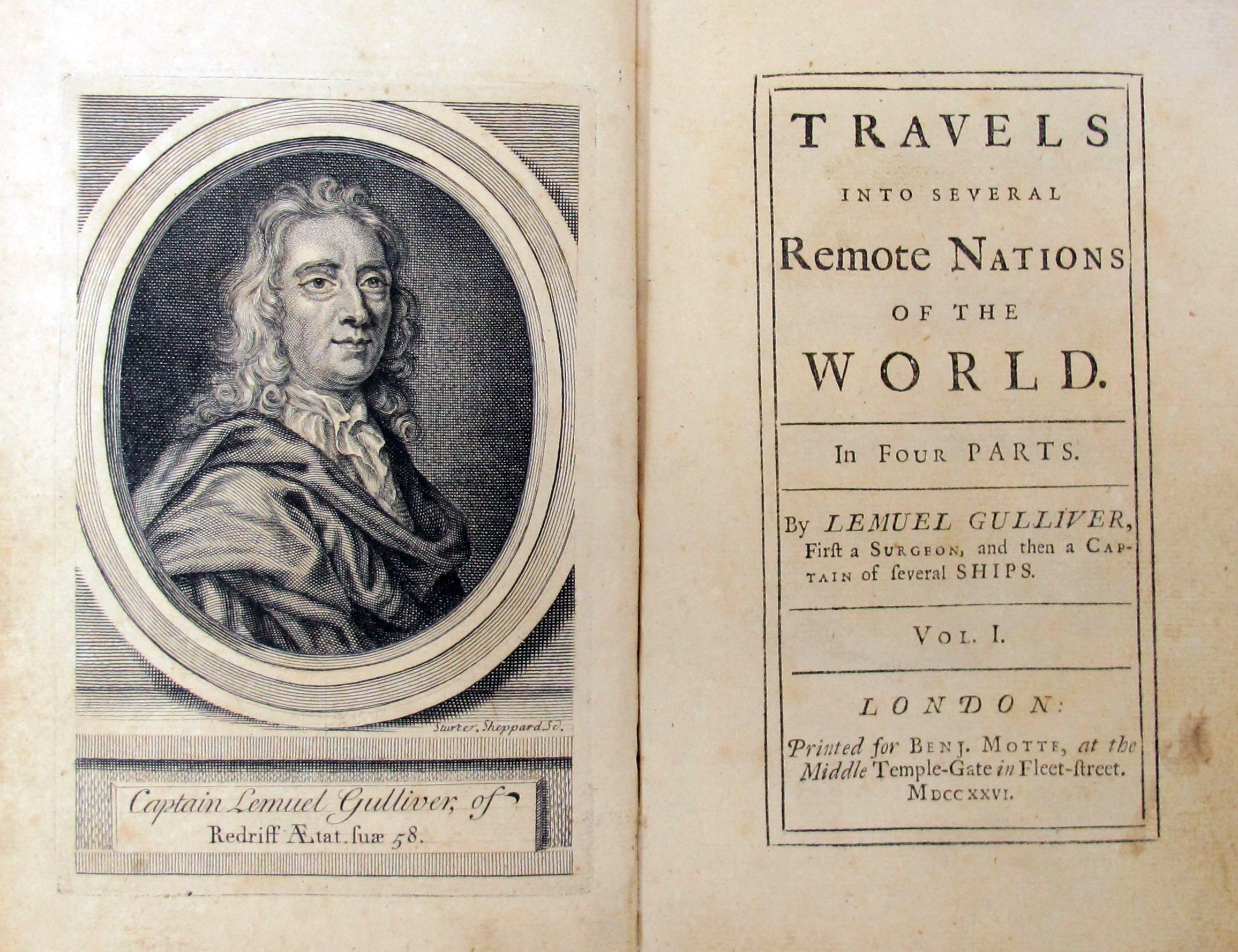
걸리버 여행기 제1판

《걸리버 여행기》(Gulliver's Travels)는 영국의 작가 조너선 스위프트의 1726년작 풍자 소설이다. 당시 시대의 상황을 풍자한 소설로, 오랜 시간에 걸쳐 많은 나라에서 동화로 각색되어 아이들을 위해 많이 읽혔다. 주로 동화에서는 3부까지의 여행을 수록하였으며, 4부는 신성 모독 등을 이유로 들어 삭제해왔다. 많은 사람들에게는 1부인 작은 사람들의 나라인 릴리퍼트 기행을 걸리버 여행기의 전체 내용인 것처럼 알려져왔다. 소설의 내용을 모델로 각색하여 만들어진 영화 걸리버 여행기가 개봉하였다.
대한민국에서 걸리버 여행기는 1890년대 초 윤치호(尹致昊)에 의해 처음으로 번역되어 소개되었다. 그 뒤 2000년 문학수첩에서 문학평론가 신현철이 동화로 각색된 것을 원본 그대로 무삭제 완역판을 처음으로 출간하였다. 무삭제판은 원본을 그대로 번역하여, 동화와 다른 당시 시대를 풍자한 모습을 제대로 느낄 수 있다는 평을 받는다.

## 평가
출판 당시 편집자가 일부 내용을 수정하여 저자와 싸울 정도로 신랄한 현실비판이 작품의 특징이다. 거인의 나라인 브롭딩낵, 하늘을 나는 섬인 라퓨타, 말의 나라 후이넘(Houyhnhnm)스 랜드, 소인국인 릴리퍼트를 통해서 토리당과 휘그당이 민중들에게는 무관심한 채 권력 투쟁을 벌이던 영국 정치계와 당시 관점에서는 허황되었던 과학계를 비평의 대상으로 삼고 있다. 스위프트 자신도 감옥에 갇히는 일을 두려워하지 않는 인쇄업자에게 원고를 맡기겠다는 마음으로 출판했다고 한다.

## 기타
- 출간 당시 삽입된 지도에서 동해를 'Sea of Corea'라고 표기해 독도가 대한민국 땅이라는 증거로 쓰인다.[1]
- 서양 사람들이 동아시아에 관심을 가지게 한 책이기도 하다.[2]

## 같이 보기
- 로빈슨 크루소